# Ernest Camo
Ernest Camo, Café crème, (Sant Feliu d'Avall, 29 de maig del 1902 - Vilanuèva d'Òlt, 23 d'octubre del 1978) va ser un jugador nord-català de rugbi a 15 i a 13. Jugà amb la US Perpinyà, amb altres clubs i amb l'equip nacional francès en la posició de 3/4 ala; ocasionalment jugà de centre de segona o tercera línia. Feia 1,80 m i 82 kg.

## Biografia
Ernest Camo debutà en el rugbi a 15 jugant en l'equip del seu poble, Sant Feliu. Amb 21 anys ingressà a la US Perpinyà, equip amb què guanyà el Campionat de França del 1925 i en disputà les finals del 1924 i 1926. A causa del refús dels dirigents a permetre que el seu amic Jean Galia jugués amb la USP (en una decisió que a pilota passada es veu absolutament errònia), Camo anà al Quillan; endebades perquè, en aplicació del reglament vigent, va ser suspès dos anys i no hi pogué jugar gens.
Quan intentava de tornar amb els perpinyanencs, Camille Montade convencé Galia i Camo (1934) per passar-se al nou rugbi a 13 amb el Union Sportive Villeneuve XIII. Amb l'equip de Vilanuèva d'Òlt guanya el primer campionat francès a XIII el 1935.
Jugà sis vegades amb selecció francesa a XV. En la seva esfera privada va ser comerciant, però també escrigué llibres sobre els seus amics Gallia, Brutus, Roussié…

## Carrera en rugbi a 15
- Sant Feliu d'Avall
- US Perpinyà
- 1928-1929 U.S.Quillan
- 1930-1933 Club Athlétique Villeneuvois (CAV XV)

### Internacional
- Quatre partits del Torneig de les Cinc Nacions el 1931
- Dos partits més amb la selecció, un el 1931 i un el 1932

### Palmarès
- Campió de França 1925 (amb la USAP) i 1929 (amb la U.S.Quillan, per bé que sense jugar)

## Carrera en rugbi a 13
- 1934-1937 Union Sportive Villeneuve XIII, amb què guanyà el Campionat de França

## Obres
- Le fils du mastroquet Villeneuve-sur-Lot: Filhol & Bador, 1963
- Gilbert Brutus "Mon ami" Villeneuve-sur-Lot: Imp. Bador, 1955
- Souvenirs de vingt ans de vie avec mon ami Jean Galia, le meilleur avant du rugby français Villeneuve-sur-Lot: Louis Moulinié, 1960